# Rolanda Maria Albuquerque de Matos
Rolanda Maria Albuquerque de Matos (Queluz, 11 de Maio de 1926 – 30 de Novembro de 2015) foi uma investigadora portuguesa, a segunda investigadora portuguesa a formar-se no campo da Biologia. Após conclusão da licenciatura em 1947, com altas notas nas disciplinas de especialidade e num período em que a abertura da Universidade ao universo feminino ainda era ténue, deu início a uma carreira científica longa e meritória, que em muito tem vindo a dignificar o panorama das Ciências da Vida em Portugal. Ao longo de décadas acompanhou as evoluções da ciência e da sociedade, deixando mais de 70 publicações científicas, em particular no campo da genética e sistemática dos caracóis terrestres de Portugal.   

## Biografia
Rolanda Maria Albuquerque de Matos, filha de Manuel de Matos e de Arminda dos Santos Albuquerque de Matos, nasceu em Queluz, Sintra, a 11 de Maio de 1926. Morreu de cancro a 30 de Novembro de 2015. Rolanda de Matos foi casada com o Professor Doutor José Antunes Serra .

#### Percurso académico
A partir de 1936 frequentou o ensino liceal, mostrando desde cedo aptidões raras para as Ciências Naturais.
Em 1943 concluiu com distinção os exames do Curso Complementar e em 1947 licenciou-se em Ciências Biológicas na Universidade de Coimbra com excelência, sendo uma das primeiras investigadoras portuguesas. A primeira mulher portuguesa a doutorar-se em biologia, Seomara da Costa Primo, tinha-o feito apenas um ano antes de Rolanda de Matos ter ido para a universidade.

#### Carreira de Investigação Científica
Rolanda de Matos teve uma magnífica carreira científica, com inúmeras publicações, projetos, trabalhos e colaborações, nas mais diversas áreas, com destaque para a Antropologia, a Biologia Celular, a Citoquímica, a Zoologia Sistemática de peixes, anfíbios e moluscos terrestres, a genética de ovinos e de helicídeos, e a ecologia e conservação da fauna portuguesa.
Iniciou a carreira de investigação ao completar a licenciatura, em Ciências Biológicas na Universidade de Coimbra em 1944, como responsável pelas aulas práticas de zoologia e antropologia, na secção de Zoologia e Antropologia da Universidade de Coimbra, e, em simultâneo, prosseguiu os trabalhos de investigação iniciados dois anos antes no Museu e Laboratório Antropológico. Mais tarde, foi assistente do Professor Doutor José Antunes Serra, um dos maiores vultos das Ciências Biológicas em Portugal no século XX, com quem casou.
Em 1954 estabeleceu-se como investigadora no Centro de Genética e Biologia Molecular da Faculdade de Ciências de Lisboa, onde efetuou principalmente estudos sobre genética de Helicídeos. Rolanda de Matos evidenciou-se como pioneira nestes estudos, tendo o seu trabalho resultado na mais completa listagem das espécies de caracóis que ocorrem em Portugal, assim como na aplicação de técnicas de cartografia zoológica temática (base UTM), aplicadas à biogeografia da malacofauna terrestre portuguesa.
Entre 1954 e 1956 investigou e realizou a monografia "Peixes de Portugal e ilhas adjacentes: chaves para a sua determinação" , publicada em 1956.
Entre 1974 e 1994 determinou os genes responsáveis por 22 características de cor e ornamentação das conchas de Helix aspersa, a conhecida caracoleta, tendo encetado estudos meticulosos e efetuando cruzamentos entre caracoletas ao longo de gerações. Mais tarde, doou essa coleção de conchas de Helix aspersa ao Museu da Ciência da Universidade de Coimbra, tendo sido apresentada ao público durante a exposição Darwin 150-200 em 2009.
Após o falecimento de José Serra, em 1990, Rolanda Matos prosseguiu os seus estudos em caracóis. 
Ao perceber que nas listas internacionais de espécies de gastrópodes dos vários países, na parte sobre Portugal sempre aparecia "não se conhece", decidiu abraçar um novo projeto e, durante quase 20 anos, preparou "O Atlas dos Caracóis Terrestres e de Águas Doces e Salobras de Portugal Continental". Publicada em 2014, é a única obra atualizada sobre as 125 espécies portuguesas, com a descrição, área de distribuição e fotografias de cada uma delas.
Rolanda de Matos era muito entusiasta em transmitir os seus conhecimentos, estando sempre disponível para apoiar outros cientistas em projetos de investigação sobre caracóis terrestres e participar em outros projetos de divulgação científica. É disso exemplo o projeto a que deu inspiração entre 2008 e 2009, o projeto “Sair da Concha” da Associação Viver a Ciência, que teve como objetivo a partilha e divulgação do conhecimento de Rolanda de Matos sobre os caracóis, com crianças em jardins-de-infância no Algarve.
Foi membro da Sociedade Espanhola de Malacologia - Recent and fossil freshwater and terrestrial mollusks from Iberia & Europe, membro da Sociedade de Conquiliologia da Grã-Bretanha e Irlanda, e também do Instituto Português de Malacologia (IPM).

## Livros e publicações
| Ano  | Livros e publicações |
| 1956 | Matos, R. A. (1956). Peixes de Portugal e ilhas adjacentes: chaves para a sua determinação. Portugal: Instituto Botânico da Faculdade de Ciências de Lisboa e do Laboratório de Patologia Vegetal "Veríssimo de Almeida".    |
| 1979 | Matos, R. A. (1979). Genética de alguns caracteres de Helix aspersa. Acta Biol, pp. 99-133. |
| 1982 | Matos, R. A. (1982). Interacção génica em caracteres pigmentares da concha de Helix aspersa. Acta Biol , pp. 37-85. |
| 1983 | Matos, R. A. (1983). Genetics of shell ground colour in Helix Aspersa I. Colour locus, uniform and their interactions. |
| 2007 | Matos, R. A. (2007). Inventário dos moluscos marinhos de Portugal continental existentes no Museu de História Natural da Faculdade de Ciências do Porto. Porto: Museu de História Natural da Faculdade de Ciências do Porto. |
| 2007 | Matos, R. A. (2007). Inventário dos moluscos não-marinhos existentes no Museu de História Natural da Faculdade de Ciências do Porto. Porto: Museu de História Natural da Faculdade de Ciências do Porto.                     |
| 2009 | Matos, R. A. (2009). José da Silva e Castro, O Malacologista e a sua Obra. Lisboa: Instituto Português de Malacologia . |
| 2014 | Matos, R. A. (2014). Atlas dos Caracóis Terrestres e de águas Doces e Salobras Portugal Continental. |